# The Abyss (musiksingel)
The Abyss är en singel av Accept från 2010. Skivan innehåller två nya låtar av Accept. Det är den första nya releasen från gruppen sedan 2002.
Den här singeln till albumet Blood of the Nations saknar originalsångaren Udo Dirkschneider utan Mark Tornillo har tagit över platsen som sångare. Han sjunger på denna singel och albumet Blood of the Nations.

## Låtlista
1. "The Abyss"
2. "Teutonic Terror"